# سياحة الجهاد
سياحة الجهاد (بالإنجليزية: Jihadi tourism)‏ مصطلح يستخدم أحياناً لوصف السفر الي اقطار أجنبية بغرض التدريب علي عمليات الجهاد، اظهرت البرقيات الدبلوماسية الأمريكية التي اعلنها ويكيليكس زيادة المخاوف من هذا النوع من السفر في عام 2010. دوائر المخابرات تطلق هذا المصطلح علي الأشخاص الذين يفترض انهم يبحثوا عن اتصال مع الجمعات المتطرفة.

## السياحة من اجل التدريب أو الاتصال
صنفت الشرطة البريطانية زيارة محمد صديق خان وشاهزاد تنوير الي باكستان كسياحة جهاد وشكوا انهم ارهابيين، ولقد تم الإبلاغ عن مقابلتهم مع عبد الهادي العراقي أحد قيادي القاعدة في نوفمبر 2004، حيث كلفهم بعمل خطة لهجوم في إنجلترا. ولقد شارك الاثنان في تفجيرات 7 يوليو 2005 مع اثنين آخرين.
زعم مؤلف المحافظين الجدد ليورانت ميوراويك ان شبان اثرياء من المملكة العربية السعودية سافروا الي أفغانستان وباكستان لسياحة الجهاد.

### مسجد القدس، هامبرج
يقع مسجد القدس في مدينة هامبرج حيث كان يصلي محمد عطا به غالباً والذي أصبح محور لسياحة الجهاد قبل اغلاقها حيث كان المتشددين الإسلاميين يتجمعوا لمقابلة من لهم اتصالات بمنظمات ارهابية في أفغانستان

### الصومال
زعمت البرقيات الدبلوماسية للولايات المتحدة والتي اعلنها ويكيليكس ان بعض من المواطنين البريطانيين والأمريكيين يسافروا الي الصومال للتدريب من اجل تنفيذ هجمات ارهابية في المملكة المتحدة.